# Gare de Villeneuve-lès-Maguelone
Gare de Villeneuve-lès-Maguelone vasútállomás Franciaországban, Villeneuve-lès-Maguelone településen.

## Vasútvonalak
Az állomást az alábbi vasútvonalak érintik:
- Tarascon–Sète-Ville-vasútvonal

## Kapcsolódó állomások
A vasútállomáshoz az alábbi állomások vannak a legközelebb:
- Gare de Montpellier-Saint-Roch (Gare de Tarascon, Tarascon–Sète-Ville-vasútvonal)
- Gare de Vic - Mireval (Gare de Sète, Tarascon–Sète-Ville-vasútvonal)